# Лаури, Лоуренс Стивен
Ло́уренс Сти́вен Ла́ури (иногда встречается транслитерация Лоури; англ. Laurence Stephen Lowry [ˈlɒ.ɹəns ˈstiːvən ˈlaʊri]; 1 ноября 1887, Стретфорд, Ланкашир, Великобритания — 23 февраля 1976, Глоссоп, Дербишир, Великобритания) — британский художник, мастер городского пейзажа и жанровых сцен, портретист.
Лаури начинал как художник-любитель, но постепенно получил признание на родине и в Европе, стал академиком Королевской академии художеств (1962), почётным доктором наук университетов Манчестера, Солфорда) и Ливерпуля. В 2000 году в Солфорде был открыт Центр Лаури стоимостью 106 миллионов фунтов стерлингов. Названная в честь художника галерея площадью 2000 квадратных метров вмещает в постоянной экспозиции 55 его картин и 278 рисунков — самую большую в мире коллекцию его работ

## Биография

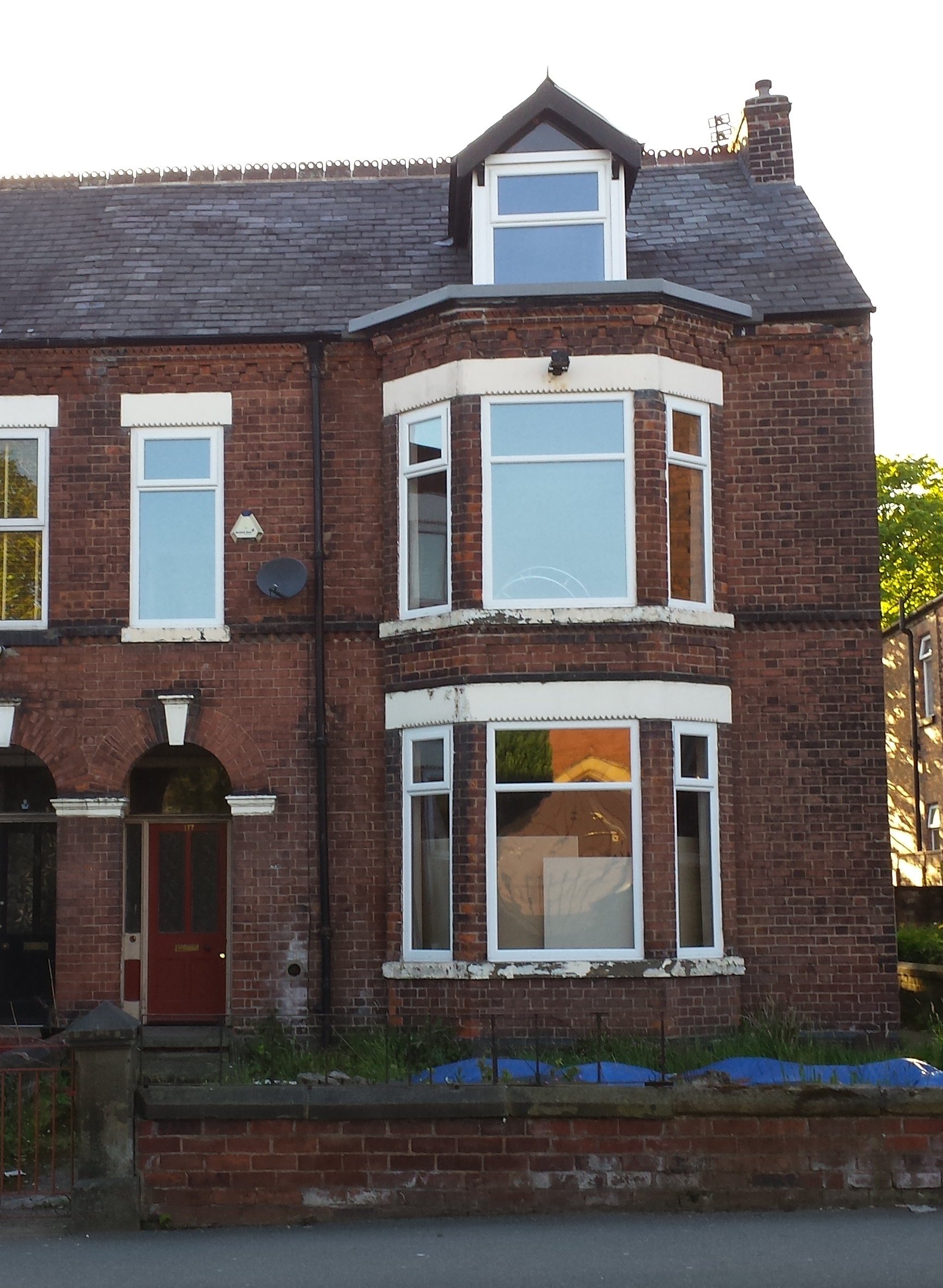
Дом Лаури в Пендлбери

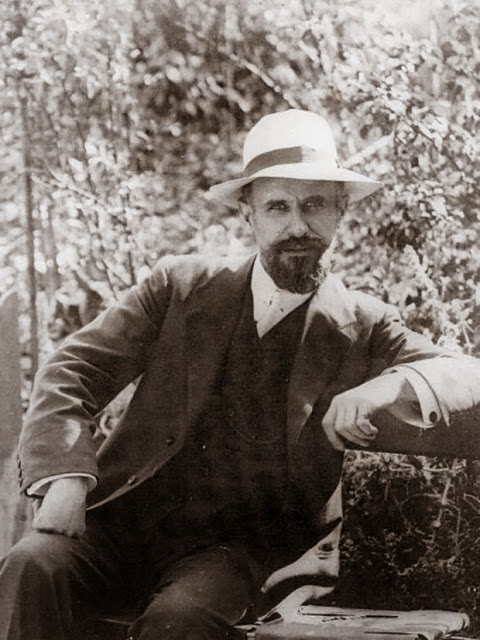
Пьер Адольф Валетт

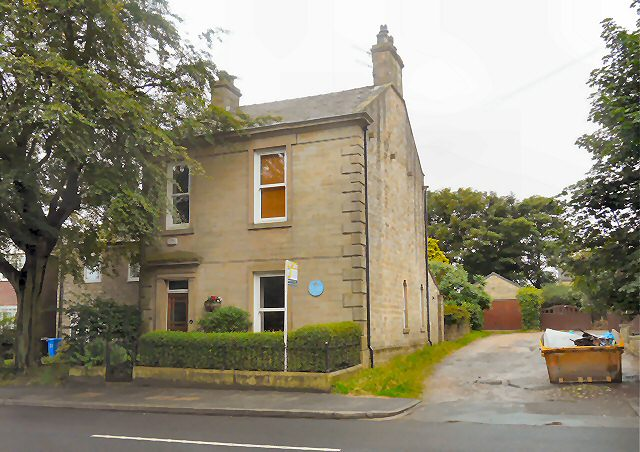
Дом Лаури в Моттраме

### Детство и семья
Лаури родился 1 ноября 1887 года на Барретт-стрит 8, в Стретфорде в графстве Ланкашир (по другим данным — в Манчестере, в районе Олд Траффорд), он был единственным ребёнком Роберта и Элизабет Лаури (урождёной Хобсон). Его мать, Элизабет Лаури, воспитывалась в обеспеченной культурной семье, она мечтала о дочери, позже говорила о зависти к своей сестре Мэри, у которой были «три великолепные дочери», а не один «неуклюжий мальчик». Отец Лаури, Роберт, происходил из Северной Ирландии, в детстве остался сиротой, вынужден был преодолевать из-за этого серьёзные трудности. Работал клерком в Jacob Earnshaw and Son Property Company, был по своему характеру интровертом. Лаури однажды описал его как «холодную рыбу».
Своё детство художник воспринимал позже как самую несчастную пору своей жизни. Мать мечтала о карьере пианистки, много болела и была вынуждена в связи с этим отказаться от преподавания музыки, которое было её профессией. Нервная и раздражительная, она использовала свои болезни для самоутверждения в семье, полностью подчинив себе супруга. В школе у него было мало друзей, и сам Лаури не проявлял больших способностей к учёбе. Кузина Лаури, Мэй, по-иному описывала детство художника. Когда мальчику было 11 лет, семья переехала в дом на Пайн-Гроув, на престижном пригороде окраине Виктория-парк). С этого времени домашняя жизнь семьи была подчинена необходимости сохранять соответствующий жилищу уровень внешнего комфорта при скромности доходов супругов. Лаури, по словам Мэй, был «очень испорчен… Его мать обожала его. Семью окружал небольшой круг родственников и друзей, и она была вовлечена в церковную жизнь общины: Роберт был верующим, его религиозные убеждения разделяла Элизабет, внушавшая веру и сыну». Лаури и его мать проводили лето на валлийском побережье и на побережье Ланкашира, где к ним иногда присоединялся его отец.

### Обучение живописи
С 1905 по 1915 годы Лаури учился живописи в Манчестерском муниципальном колледже искусств (сначала на подготовительном вечернем отделении, а позже — в классе французского художника-импрессиониста Пьера Адольфа Валетта, сильное влияние которого на формирование своего представления об искусстве он позже отмечал). В 1907 году, по совету Валетта, Лаури стал брать уроки в частном порядке у американского художника-портретиста Уильяма «Билли» Фитца (около 1880—1915) и занимался с ним вплоть до самой смерти Фитца в 1915 году. Фитц специализировался на портретах представителей британского среднего класса, результаты его влияния на молодого художника исследователи видят в портретах самого Лаури. Лаури не служил в британской армии во время I мировой войны даже после введения в 1916 году всеобщей воинской повинности. Позже Лаури объяснял это некими психологическими и эмоциональными проблемами.
Затем Лаури обучался на вечерних курсах в Школе искусств в Солфорде, которая входила в состав Королевского технического института, где он занимался десять лет (1915—1925). Занятия эти не были регулярными. В 1918 году он также посещал некоторое время занятия в Манчестерской академии изящных искусств.

### От художника-любителя к признанию
В 1909 году из-за материальных трудностей из респектабельного района Рашолм вблизи пригорода Виктория-парк, где обычно проживали студенты, семья была вынуждена переехать в индустриальный Пендлбери, где преобладали фабричные корпуса.
В связи с серьёзными материальными трудностями, связанными с тяжёлой болезнью матери, Лаури не смог сделать искусство своей профессией. В 15 лет он вынужден был бросить школу и начать работать клерком в офисе фирмы Thomas Alfred & son, Chartered Accountants. С 1910 года и до самого выхода на пенсию в 1952 году трудился в Pall Mall Property Company, где его обязанностью был сбор арендной платы с жильцов. «Я многим обязан моим квартирантам. Я населил ими свои картины», — писал художник. В 1921 году Лаури представил работы на свою первую публичную коллективную выставку в офисе манчестерского архитектора Роланда Томассона. Хотя ни одна из картин Лаури не была продана, Бернард Д. Тейлор, который был его учителем в Школе искусств Солфорда, написал восторженный обзор в городской газете «Manchester Guardian». В этом же году Лаури продал свою первую пастель за 5 фунтов стерлингов.
Постепенно росло признание работ художника: с 1927 года он регулярно участвует в выставках Нового английского художественного клуба, с 1928 года — в Осенних салонах в Париже, в 1930 и 1931 годах его картины приобретают Манчестерская художественная галерея и Галерея Тейт. Его отец умер в 1932 году, оставив долги; именно в этом году Лаури впервые представляет свою работу в Королевской академии художеств в Лондоне и на выставке в Манчестерской академии изящных искусств. Его мать, подверженная неврозу и депрессии, оказалась прикованной к постели и в полной зависимости от сына. Многие картины, созданные в этот период, демонстрируют влияние экспрессионизма и, возможно, были вдохновлены творчеством Винсента Ван Гога, выставка которого прошла в Художественной галерее Манчестера в 1931 году, хотя некоторым искусствоведам эта связь кажется искусственной. К этому времени относится серия портретов Лаури, условно именуемая «Ужасные головы» (англ. «Horrible Heads»).
После смерти матери в октябре 1939 года Лаури сам впал в депрессию и был близок к самоубийству. К 1948 году он запустил свою квартиру в Пендлбери и по настоянию арендодателя вынужден был съехать с неё. Ему удалось по совету друга приобрести небольшой домик «Вязы» в Моттрам ин Лонгдендейле, который был достаточно просторен, чтобы художник мог создать свою студию в столовой и разместить коллекцию фарфора и часов, унаследованных от матери. Хотя Лаури всегда считал этот дом уродливым и неудобным, он прожил в нём до самой своей смерти целых 28 лет.
Лаури ушёл на пенсию из компании «Pall Mall Property Company» в 1952 году в свой 65-летний юбилей. К этому времени он стал в компании главным кассиром. Выход на пенсию позволил художнику полностью сконцентрироваться на живописи.
Лаури умер от пневмонии в больнице Вудс в Глоссопе (Дербишир) 23 февраля 1976 года в возрасте 88 лет. Похоронен на Южном кладбище в Манчестере, рядом с родителями. Лаури оставил поместье стоимостью 298 459 фунтов стерлингов и свою коллекцию произведений искусства, созданных им самим или другими художниками, своей подруге Кэрол Энн Лаури. Через семь месяцев открылась крупная ретроспективная выставка его работ в Королевской академии в Лондоне. Она вызвала необычайный ажиотаж и привлекла более 350 000 посетителей.

## Награды и признание
«Он не принадлежит ни к одной школе, но в конечном счете может стать основателем своей школы», — писал критик Эрик Ньютон в своём каталоге работ художника. В годы войны Лаури получил официальную должность военного художника, а в 1953 году — заказ писать коронацию королевы Елизаветы II. В последующие годы художник избирается ассоциированным членом Королевской академии художеств (1955), а затем — её академиком (1962), получает ряд почётных званий и почётных докторских степеней от университетов Манчестера, Солфорда и Ливерпуля.
Лаури дважды отказался от награждения Орденом Британской империи — 4-й (OBE) в 1955 году и 2-й степени (CBE) в 1961 году. Он отказался от посвящения в рыцари в 1968 году, а от Ордена Кавалеров Почёта — в 1972 и 1976 годах. Художник считается рекордсменом по количеству отказов от почётных званий.

## Коллекции картин
Самая большая коллекция картин Лаури принадлежит Городскому совету Солфорда и представлена в его музее (около 400 работ). Галерея Тейт в Лондоне владеет 23 работами художника. Город Саутгемптон владеет тремя его картинами. Его работы представлены в Нью-Йоркском музее современного искусства, Художественной галерее Крайстчерча, в коллекции Художественной галереи Манчестера, большое количество работ художника находится в частных коллекциях.
В марте 2014 года пятнадцать работ Лаури из коллекции A. Дж. Томпсона были проданы на аукционе Sotheby's в Лондоне. Общая сумма от продажи составила 15 240 500 фунтов стерлингов (только картина «Площадь Пикадилли» была продана за 5 122 000 фунтов стерлингов). Томпсон, владелец скаковой конюшни, лошади которого неоднократно выигрывали самые престижные скачки, собирал исключительно картины Лаури, начиная с 1982 года. Картина «Футбольный матч» установила абсолютный на данное время рекорд цен на работы Лаури, она была продана на аукционе за 5,6 миллиона фунтов стерлингов.

## Личная жизнь
Лаури был скрытным, но озорным человеком, которому нравились ирония над окружающими людьми и рассказы о собственном прошлом, значительная часть содержания которых была вымышленной.
У художника было несколько преданных друзей в мире искусства, но с 50-х годов он стал тяготиться обществом малознакомых ему людей. При жизни его имя было окружено домыслами из-за скрытного характера и образа жизни художника. Он никогда не был женат и перед смертью признался, что «никогда не был в близких отношениях с женщиной». Лаури избегал визитов почитателей. Рассказывали, что в доме художника в местечке Моттрам, где он прожил последние 30 лет своей жизни, у двери всегда стоял наготове чемодан, чтобы он мог выпроводить гостя под предлогом, что собирался уезжать перед его приходом. Существуют различные объяснения затворничества художника. Профессор Майкл Фитцджеральд, психиатр из Дублина, например, полагает, что Лаури был аутистом. Другие исследователи полагают, что художник построил своеобразную эмоциональную стену перед внешним миром как следствие критики своих поступков и отторжения со стороны его матери.
Лаури любил футбол и был горячим поклонником клуба «Манчестер Сити». Ему принадлежат несколько полотен, изображающих эту игру. Одна из картин Лаури изображает поединок «Манчестер Сити» с «Шеффилд Юнайтед», она необычна для его творчества в целом. Лаури редко изображал идентифицируемое событие, а эта картина отражает реально происходивший матч во втором дивизионе чемпионата Великобритании, который состоялся 22 октября 1938 года и закончился со счётом 3:2. Художник концентрирует внимание на толпе болельщиков, а не на футболистах, которые даже не изображены на полотне.
В 1957 году Лоуренс получил письмо от 13-летней школьницы Кэрол Энн Лаури, спрашивавшей у него совета, как стать художницей. Лаури навестил девочку, подружился с ней. Именно Кэрол Энн художник завещал своё поместье и свою коллекцию живописи. Кэрол Энн всегда отрицала какой-либо сексуальный подтекст своих отношений с художником, хотя признавала, что он постоянно водил её на балет, в рестораны, они вдвоём (даже когда ей было всего 15 лет) ездили на отдых к морю в отель в Сандерленде.

## Особенности творчества

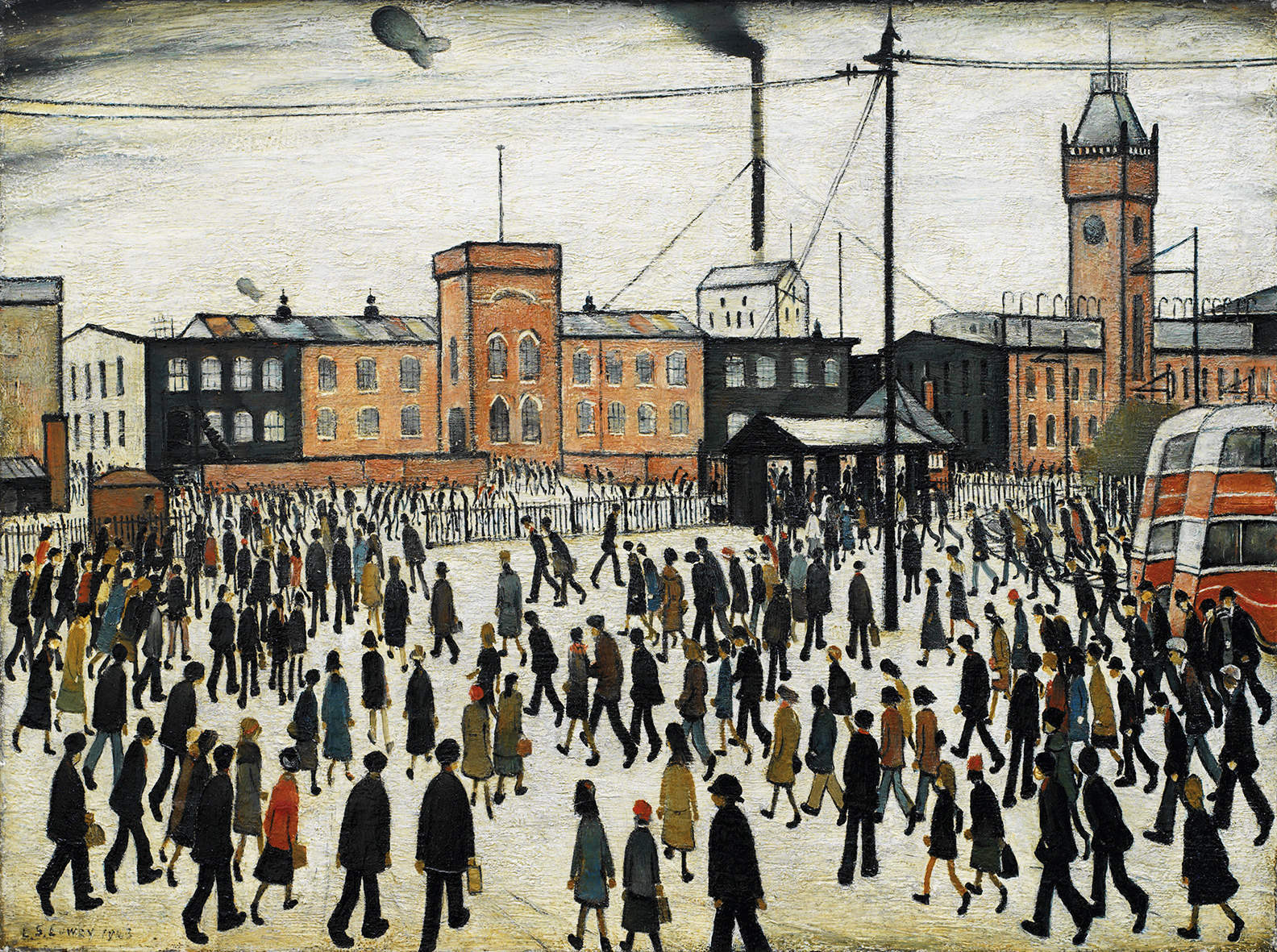
Лоуренс Стивен Лаури. Дорога на работу, 1943

Живопись для Лаури долгое время была хобби (ей он посвящал вечера, часть ночи и выходные дни). Сам художник считал, что поворотным моментом в его творчестве, когда он нашёл свою тему и своей уникальный стиль, стал эпизод, который он пережил в 1916 году, опоздав на поезд в Манчестер. «Когда я уходил со станции, я заметил здание Acme Spinning Company — огромную чёрную коробку с рядами светящихся жёлтых окон на фоне грустного мокрого послеполуденного неба… ряды маленьких коттеджей… — и вдруг понял, что знаю, что я должен писать».
За свою жизнь Лаури создал около 1000 картин и более 8000 рисунков. Первоначально его картины были навеяны мотивами импрессионистов, но слишком тёмными по колориту. По совету своего преподавателя Д. Б. Тейлора он стал использовать более светлый, почти белый фон. Его основной темой стали пейзажи индустриальных городов: фабрики, шахты, церкви, школы, стадионы, улицы, безлюдные и заполненные прохожими, очередь в магазин, футбольный матч. Человеческие фигурки на картинах художника — щепки, спички, образующие хаотичные узоры на полотне. Здания обычно изображены в оттенках серого и коричневого цвета, их форма упрощена до примитивных геометрических фигур. Ключевой темой творчества художника было одиночество человека. Он говорил: «Все мои люди одиноки, а толпы — самые одинокие вещи».
В поздние годы Лаури проводил отпуск в отеле Seaburn в Сандерленде, в графстве Дарем, рисовал виды местных пляжей. Лаури всегда останавливался в номере 104, за исключением редких случаев, когда он был уже занят. Он наслаждался потрясающим видом на море. Когда у него не было бумаги для эскиза, Лаури рисовал сцены карандашом или древесным углем на обратной стороне конвертов, салфеток и гардеробных билетов и отдавал друзьям, а иногда и случайным знакомым. Такие салфетки теперь стоят до 10 тысяч фунтов стерлингов.
Несмотря на сформировавшуюся репутацию «воскресного художника»-дилетанта, Лоуренс Стивен достаточно хорошо разбирался в модных течениях живописи XIX—XX века. К концу жизни, когда он был уже обеспечен финансово, в личной коллекции Лаури находились картины Оноре Домье и Люсьена Фрейда, большое количество женских портретов Данте Габриэля Россетти.

### Лаури и образ «Энн»
В конце жизни художник сосредоточился на изображении странных вымышленных персонажей, создал серию эротических работ, которые не были известны даже специалистам вплоть до его смерти. На этих картинах изображён таинственный персонаж «Энн», которая изредка появлялась и прежде — на портретах и эскизах, созданных на протяжении всей его жизни, но теперь подвергаемая жестоким сексуально направленным и унизительным пыткам. Когда эти работы были представлены на выставке в Культурном центре Барбикан в 1988 году, искусствовед Ричард Дормент отмечал в «The Daily Telegraph», что эти работы «показывают сексуальное возбуждение» художника. Эта группа эротических работ (они изображают девушек, похожих на кукол, с подчёркнутыми формами груди и высокими тугими воротниками-ошейниками, врезающимися в лица, воротники выглядят словно узкие трубки, сжимающие горло своих жертв), которые иногда упоминаются как «манекен-эскизы» или «изображения марионеток», хранится в Центре Лаури, работы доступны для посетителей только по особому запросу. Лишь некоторые из них выставлены в открытой для публики экспозиции Центра. Говард Джекобсон утверждал, что эти образы изменили бы общественное восприятие широко известных его работ, если бы все они стали широко известны публике.
Историк искусства Майкл Ховард написал монографию о Лаури в 1999 году. По его мнению, Лаури восхищался такими художниками, как Рене Магритт и Бальтюс, видел своё собственное творчество в контексте их работ. Он черпал вдохновение из «Шести персонажей в поисках автора» Луиджи Пиранделло. Рисовал он ночью, под музыку арий Гаэтано Доницетти или Винченцо Беллини. Искусствовед пишет о навязчивом внимании Лаури к своим садистским работам. Он подружился с девочками-подростками, имевшими амбиции стать художницами, давал им уроки живописи. Некоторым из этих девочек было около 12 лет, все они были с тёмными волосами и тёмными глазами. Кэрол Энн Лаури была лишь одной из этих девушек. Задолго до того, как он познакомился с Кэрол Энн, Лаури часто рассказывал о своей «Энн» друзьям; Лаури утверждал, что якобы он хорошо знал «Энн», упоминал, что она умерла, когда ещё была молода. Он, казалось, был одержим ею и рисовал её снова и снова (изображения эти отдалённо похожи на портреты Джейн Моррис работы Данте Габриэля Россетти, которые Лаури коллекционировал; «Мне совсем не нравятся его женщины, — говорил Лаури, — но они меня завораживают, как змея»).
Лаури рассказывал, что Энн на момент смерти было 25 лет, она жила в Лидсе и была «дочерью неких людей, с которыми он был хорошо знаком». По другой его же версии, Энн была его крестницей и звали её Энн Хилде (или Хелдер). По мнению некоторых историков искусства, на самом деле Энн никогда не существовала. В некотором отношении тринадцатилетняя Кэрол Энн Лаури стала отождествляться в сознании художника с существующей лишь в воображении художника «Энн» также, как и другие девочки отождествлялись прежде с её образом для стареющего художника. Кэрол Энн писала о Лоуренсе Стивене Лаури: «[Он] больше, чем мой отец или моя мать, или кто-либо другой. Он создал меня… по образу „Энн“». Лаури дал девочке, как говорила она сама, «не просто материальные подарки, а дары характера и образования». Она назвала его «Дядя Лаури», и признавалась, что у неё никогда не было причин думать и говорить о нём иначе, как с уважением и любовью. О садистских рисунках Лаури она узнала только после его смерти.
«Неизвестные прежде рисунки, несомненно, потрясли меня, когда я впервые увидела их, — признаётся Кэрол Энн спустя многие годы, — тем более, что он вёл себя по отношению ко мне всегда как дядя или дедушка. Но если бы он не хотел, чтобы они были бы показаны, он бы уничтожил их». Сама Кэрол Энн связывает эти изображения с увлечением Лаури балетом «Коппелия» Лео Делиба, действующим лицом которого является механическая кукла в натуральную величину. Она подозревает, что у художника было глубоко укоренившееся желание контролировать её таким же образом. «Он очень любил этот балет и неоднократно брал меня на него… Я часто задавалась вопросом, почему он брал меня столько раз и думаю, что это потому, что он хотел меня контролировать, как марионетку», — объясняет она. Существует и другая версия этих изображений. В соответствии с ней Лаури родился в викторианскую эпоху и во время сексуальной революции 1960-х и 1970-х годов, будучи уже стариком, был потрясён тем, как сильно общество меняется вокруг него, эти изменения пробудили тёмную сторону его личности.

### Проблема фальсификации работ художника
Произведения Лаури считаются легко доступными для подделок. В июле 2015 года три его картины «Леди с собаками», «Darby and Joan» и «Толпа» были представлены в телепередаче «Подделка или удача?» на канале BBC. Программа привлекла экспертов, чтобы определить, были ли эти картины подлинными или подделками. Работы, о которых идет речь, были куплены в 1960-х годах бизнесменом Джеральдом Эймсом, но их происхождение вызывало сомнение, и экспертами было отмечено, что Лаури был «вероятно самым „фейковым“ британским художником, его обманчиво простой стиль живописи делает его удобной мишенью для фальсификаторов». Сам Лаури утверждал, что использовал в своих работах всего пять цветов: свинцовые белила, «слоновую кость», киноварь, прусский синий и жёлтую охру, все от фирмы-производителя Winsor & Newton, но экспертный анализ краски, используемой в «Дарби и Джоан» показал, что в ней есть следы цинкового белого. Тем не менее, программа показала фотографию студии Лаури в 1950-е годы, на которой видно, что у него были как титановые, так и цинковые белила. Все три произведения были признаны подлинными целой группой экспертов, а общая стоимость картин была оценена на то время более чем в 200 000 фунтов стерлингов.

## Образ художника в популярной культуре и массовом сознании

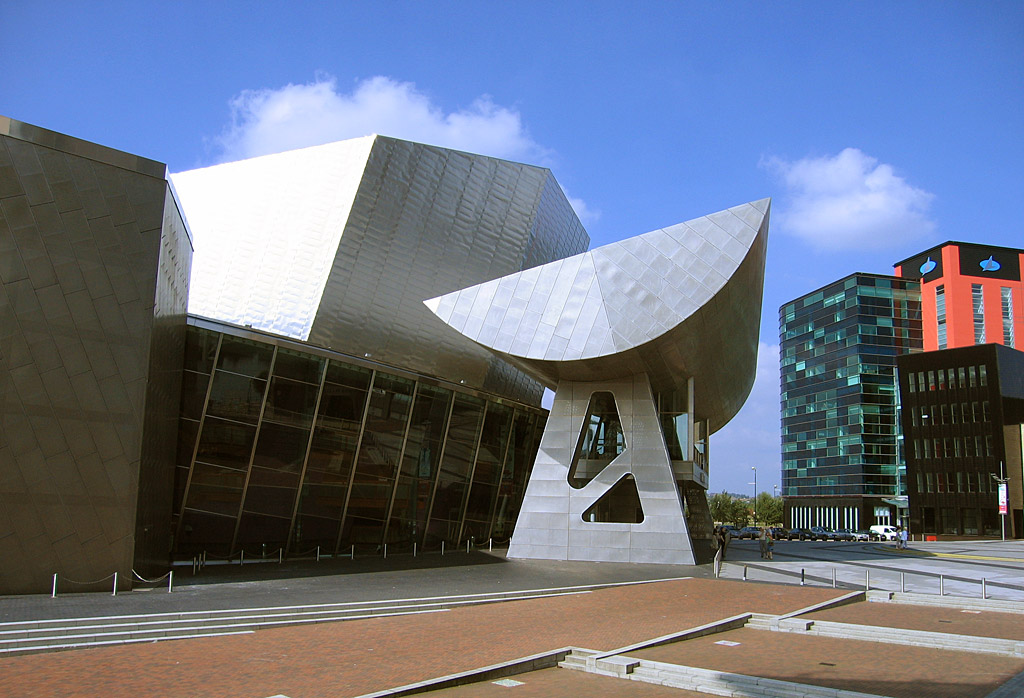
Центр Лаури в Солфорде

Лаури оставил значительное культурное наследие, его работы часто продавались за миллионы фунтов и вдохновляли других художников. Центр Лаури в Солфорде стоимостью 106 миллионов фунтов стерлингов был открыт в 2000 году. Названная в честь художника галерея площадью 2000 квадратных метров вмещает в постоянной экспозиции 55 его картин и 278 рисунков — самую большую в мире коллекцию его работ. В январе 2005 года его скульптурное изображение (на скамье, ожидающий прибытия автобуса) было открыто в Моттрам ин Лонгдендейле, в месте расположенном в 100 ярдах от его дома. Статуя стала мишенью для вандалов с момента её открытия.
В январе 1968 года британская рок-группа «Status Quo» отдала дань уважения Лаури в их первом ставшем хитом сингле «Pictures of Matchstick Men». Дуэт «Брайан и Майкл» стал известен в 1978 году песней «Matchstalk Men & Matchstalk Cats & Dogs», музыканты посвятили её своему земляку — Лоренсу Стивену Лаури, который скончался за два года до этого. Манчестерская рок-группа «Oasis» выпустила клип для песни «The Masterplan», используя анимацию в стиле картин Лаури. В августе 2010 года пьеса «Наполовину нереальные фигуры» (англ. «Figures Half Unreal») была исполнена театральной компанией Brass Bastion в городе Берик-апон-Туид, где Лаури постоянно бывал.
Ройстон Фаттер, директор Фестиваля, организованного в честь столетия со дня рождения Лаури, от имени города Солфорда и BBC заказал Northern Ballet Theatre и Джиллиан Линн танцевальную драму в его честь «Простой человек». Она была поставлена под руководством Линн с музыкой Карла Дэвиса. Драма получила премию BAFTA в 1987 году.
В феврале 2011 года бронзовая статуя Лаури была установлена в подвале его любимого паба. В октябре 2013 года ретроспективная выставка Лаури прошла в Лондоне.